# Édouard de Castelnau
Noël Marie Joseph Édouard de Curières de Castelnau, född 24 december 1851 i Saint-Affrique i Aveyron, död 19 mars 1944 i Montastruc-la-Conseillère i Haute-Garonne, var en fransk militär och vikomt av gammal adlig släkt.
Castelnau blev officer vid infanteriet 1870, generalstabsofficer 1893, överste och regementschef 1900, brigadgeneral i mars 1906, och divisionsgeneral i december 1909. Under sin generalstabstid tjänstgjorde Castelnau som souschef och slutligen som chef för 1:a byrån (mobiliseringsavdelningen) och blev 1913 1:e souschef vid generalstaben och medlem av högsta krigsrådet. 
Vid krigsutbrottet 1914 fick Castelnau befälet över 2e Armée, men vilken han inföll i tyska Lothringen och sedermera vid Le Grand Couronné i augusti–september 1914 hejdade 6:e tyska arméns framryckning mot Nancy. Juni–december 1915 var han chef för den av fyra arméer bestående mellersta armégruppen, under vilken tid bland annat offensiven i Champagne ägde rum. Den 10 december 1915 blev han generalstabschef för samtliga franska arméer. I den egenskapen företog han en inspektionsresa till Salonikifronten och gjorde en betydande insats vid reorganiserandet och stärkandet av försvaret vid Verdun i februari 1916. Sedan Robert Nivelle i december utnämnts till högste befälhavare, blev Castelneu 1917 chef för östra armégruppen, men han avreste i januari i särskilt uppdrag till Ryssland. Efter återkomsten i mars samma år innehade han befälet över armégruppen till krigets slut.
Efter kriget var Castelnau ordförande för kommissionen för vården av de militära begravningsplatserna, 1919–1924 ledamot av deputeradekammaren och från 1924 ledare för den katolska sammanslutningen La fédération nationale catolique.